# Sárosfalu
Sárosfalu (1899-ig Upohláv, szlovákul Upohlav) Vágudva településrésze, egykor önálló falu Szlovákiában, a Trencséni kerületben, a Vágbesztercei járásban.

## Fekvése
Vágbesztercétől 7 km-re észak-nyugatra fekszik. Vágudva központjától kb. 2,5 km-re nyugatra található.

## Története
A 18. század végén Vályi András így ír róla: „UPOCHLAV. Tót falu Trentsén Várm. földes Urai több Urak, lakosai katolikusok, fekszik Kis Udiczához nem meszsze, mellynek filiája; határja hegyes.”
Fényes Elek 1851-ben kiadott geográfiai szótárában így ír a faluról: „Upohláv, Trencsén m. tót falu, 169 kath., 5 zsidó lak. F. u. a Madocsányi család. Ut. p. Trencsén.”
1910-ben 169, túlnyomórészt szlovák lakosa volt. A trianoni békéig Trencsén vármegye Vágbesztercei járásához tartozott.

## Külső hivatkozások
- Sárosfalu Szlovákia térképén

## Lásd még
- Vágudva
- Kölesfalva
- Nagyudva
- Vágköre